# ウェスタン・フォース
ウェスタン・フォース（英: Western Force）は、スーパーラグビー・パシフィックに参加するオーストラリアのラグビーユニオンチーム。本拠地はパースのHBFパーク。

## 概要
西オーストラリア州のラグビーユニオンクラブ所属の選手および契約選手から選抜・編成されるチーム。
チームカラーは、黒、ゴールド。

## 歴史
2005年創設。
2004年12月、オーストラリアから4チーム目のスーパーラグビー（当時スーパー12）参加を懸けて、ビクトリア州と対戦し勝利。
2006シーズン、南アフリカのチーターズと共にスーパーラグビー（スーパー14に改称）参入を果たす。ヘッドコーチに元オールブラックスのジョン・ミッチェルが就任するも、1年目は1勝のみの最下位に終わる。
2007年、マット・ギタウと3年450万AUSドル（ユニオン史上最高額）で契約。さらにドリュー・ミッチェルとも契約。
2010シーズン終了後、ミッチェルが解任され、元オーストラリアセブンス代表キャプテンのリチャード・グラハムが就任。
2015シーズン、日本代表の山田章仁がスコッド入りした。
2017シーズン終了をもってスーパーラグビーから撤退。
2018年、アンドリュー・フォレストが発案したグローバルラピッドラグビー（2018年はワールドシリーズラグビー）とナショナル・ラグビー・チャンピオンシップに参加。
2020年、スーパーラグビーの代替大会であるスーパーラグビーAUに参加。

## 成績

### スーパーラグビー戦績
| シーズン | 大会名                         | 試合数 | 勝 | 分 | 敗 | 順位 | 参加チーム数 | プレーオフ |
| -------- | ------------------------------ | ------ | -- | -- | -- | ---- | ------------ | ---------- |
| 2006     | スーパー14                     | 13     | 1  | 2  | 10 | 14位 | 14チーム     | ―          |
| 2007     | スーパー14                     | 13     | 6  | 1  | 6  | 7位  | 14チーム     | ―          |
| 2008     | スーパー14                     | 13     | 7  | 0  | 6  | 8位  | 14チーム     | ―          |
| 2009     | スーパー14                     | 13     | 6  | 1  | 6  | 8位  | 14チーム     | ―          |
| 2010     | スーパー14                     | 13     | 4  | 0  | 9  | 13位 | 14チーム     | ―          |
| 2011     | スーパーラグビー               | 16     | 5  | 2  | 9  | 12位 | 15チーム     | ―          |
| 2012     | スーパーラグビー               | 16     | 3  | 0  | 13 | 14位 | 15チーム     | ―          |
| 2013     | スーパーラグビー               | 16     | 4  | 1  | 11 | 13位 | 15チーム     | ―          |
| 2014     | スーパーラグビー               | 16     | 9  | 0  | 7  | 8位  | 15チーム     | ―          |
| 2015     | スーパーラグビー               | 16     | 3  | 0  | 13 | 15位 | 15チーム     | ―          |
| 2016     | スーパーラグビー               | 15     | 2  | 0  | 13 | 16位 | 18チーム     | ―          |
| 2017     | スーパーラグビー               | 15     | 6  | 0  | 9  | 12位 | 18チーム     | ―          |
| 2020     | スーパーラグビーAU             | 8      | 0  | 0  | 8  | 5位  | 5チーム      | ―          |
| 2021     | スーパーラグビーAU             | 8      | 0  | 0  | 8  | 5位  | 10チーム     | ―          |
| 2022     | スーパーラグビー・パシフィック | 14     | 4  | 0  | 10 | 9位  | 12チーム     | ―          |
| 2023     | スーパーラグビー・パシフィック | 14     | 5  | 0  | 9  | 10位 | 12チーム     | ―          |
| 2024     | スーパーラグビー・パシフィック | 14     | 4  | 0  | 10 | 10位 | 12チーム     | ―          |
| 2025     | スーパーラグビー・パシフィック | 14     | 4  | 1  | 9  | 9位  | 11チーム     | ―          |

### グローバルラピッドラグビー戦績
| シーズン | 試合数 | 勝 | 分 | 敗 | 順位 | プレーオフ |
| -------- | ------ | -- | -- | -- | ---- | ---------- |
| 2019     | 10     | 10 | 0  | 0  | 1位  | ―          |

## スコッド
2025シーズンのスコッド（2025年1月現在）
| プロップ - ライアン・コーウォン - ハリー・フーペート - ハリー・ジョンソンホームズ - アトゥナイサ・モリ - マーレイ・ぺアース - トム・ロバートソン - ティアーン・タウアキプル フッカー - ニック・ドリー - トム・ホートン - ブランドン・パエンガアモサ ロック - サム・カーター - 'ロペティ・ファイフア - 'ダーシー・スウィン - ジェレミー・ウィリアムズ | フランカー/No.8 - ニック・チャンピオン・デ・クレスピグニー - ヴァイオリーニ・エクアシ - ウィル・ハリス - ケイン・コテカ - レード・プリンセプ - パピロン・セヴェレ(Papillon Sevele) - ジョシュ・トンプソン(Josh Thompson) - カルロ・ティザーノ - ミッチ・ワッツ(Mitch Watts) スクラムハーフ - アイザック・フィンネス＝レレイワサ - ドウグ・フィリップソン(Doug Philipson) - ヘンリー・ロバートソン - ニック・ホワイト フライハーフ - マックス・バーレイ - ベン・ドナルドソン - リージャン・パシトア | センター - バイレイ・クエンゼル - ディヴァッド・パル(Divad Palu) - マット・プロクター - ハミッシュ・スチュワート - シオ・トンキンソン ウイング - マック・グレアリー - ローナン・レアヒー - ディラン・ピーチ - ジョージ・ポールマン フルバック - カートリー・ビール - ハリー・ポッター |
| | | |
| はキャプテン。 | | |